# 스페인어 아카데미 협회

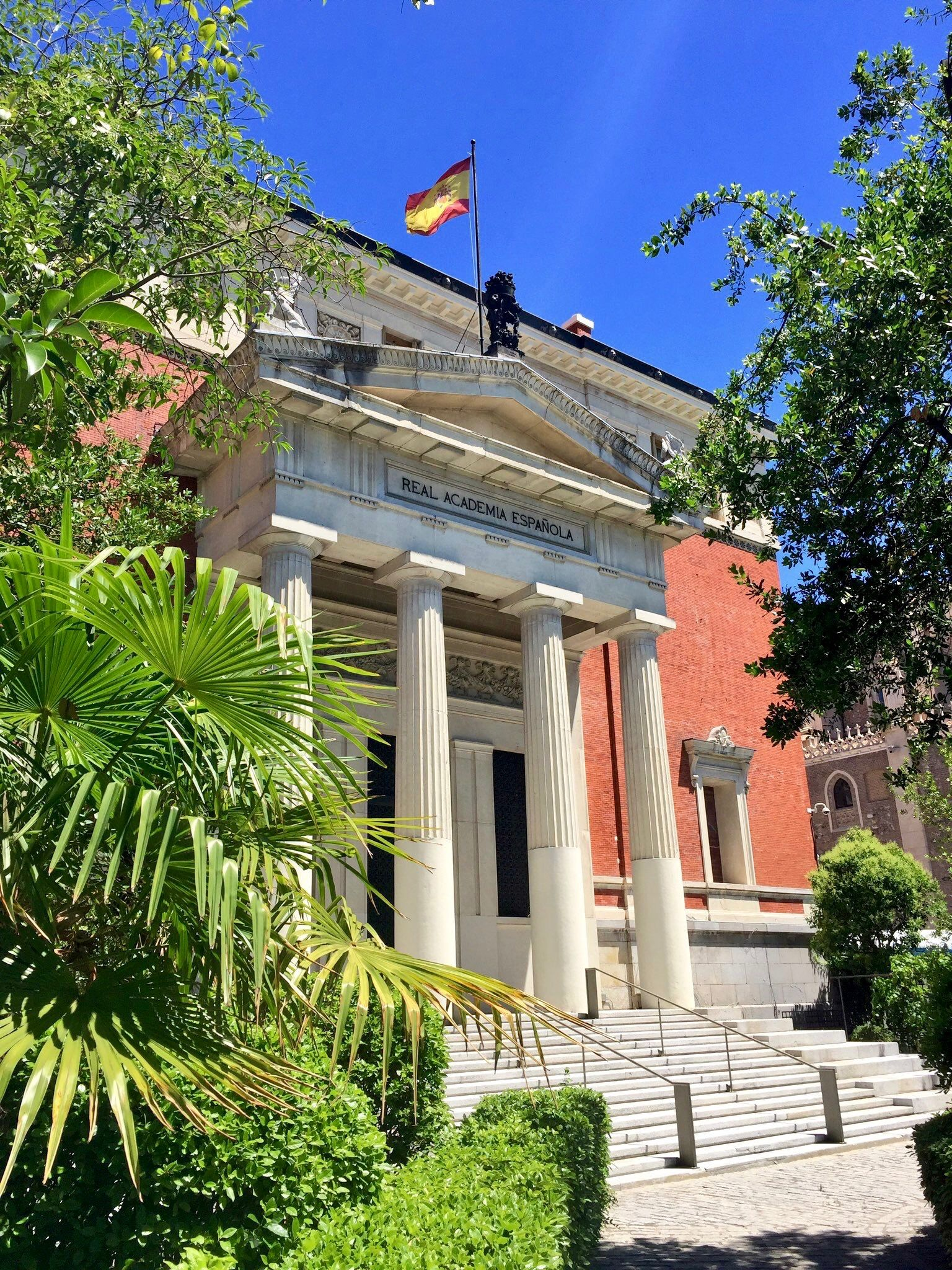

스페인어 아카데미 협회(스페인어: Asociación de Academias de la Lengua Española)는 스페인어 아카데미의 국제적 연합이다. 1951년 멕시코에서 스페인어 학회의 단결을 목표로 설립되었다.
미겔 알레만 발데스 멕시코 대통령이 처음으로 발기하여 설립되었고, 회의가 개최되었다. 1951년 6월 23일 첫 회의가 소집되었고, 1956년 두번째 회의가 소집됐다.